# Verwaltungsgemeinschaft Nesseaue
La communauté d'administration Nesseaue (Verwaltungsgemeinschaft Nesseaue), réunit neuf communes de l'arrondissement de Gotha en Thuringe. Elle a son siège dans la commune de Friemar.

La communauté d'administration Nesseaue

La communauté regroupe 5 943 habitants en 2010 pour une superficie de 80,89 km2 (densité : 73 habitants/km2).
Elle est située dans le nord-est de l'arrondissement, à la limite avec la ville d'Erfurt, au sud-ouest du bassin de Thuringe et des collines de Fahner. Elle tire son nom de la Nesse, affluent de l'Hörsel, qui y prend sa source.
Communes (population en 2010) : 
- Friemar (1 096) ;
- Bienstädt (708) ;
- Eschenbergen (745) ;
- Molschleben (1 112) ;
- Nottleben (437) ;
- Pferdingsleben (412) ;
- Tröchtelborn (311) ;
- Tüttleben (747) ;
- Zimmernsupra (375).

## Démographie
| 1995  | 2000  | 2005  | 2010  |
| ----- | ----- | ----- | ----- |
| 5 872 | 6 357 | 6 225 | 5 943 |